# FC Vale of Leithen
Der FC Vale of Leithen ist ein schottischer Fußballverein aus Innerleithen, Scottish Borders. Der Verein wurde im Mai 1891 gegründet. Die erste Mannschaft trägt ihre Heimspiele im 1500 Plätze umfassenden Victoria Park aus und spielt 2023/24, nach zwei Abstiegen in Folge, in der East of Scotland Football League, First Division. Größte Erfolge des Vereins sind vier gewonnene Meisterschaften in selbiger East of Scotland Football League sowie zahlreiche Teilnahmen am Scottish FA Cup. 

## Geschichte
Der Verein wurde im Mai 1891 gegründet und gilt damit als einer der ältesten Vereine aus Scottish Borders. Die Brüder R. Hume und W. Hume, die ursprünglich aus Selkirk kamen, waren die Hauptakteure bei der Gründung des Vereins. Im Jahr 1897 wurde der Verein Mitglied in der Scottish Football Association. Auf dem Vereinswappen ist der heilige Ronan abgebildet. Das Klub-Motto lautet: Keep Faith. Seit dem Jahr 2013 spielte der Club in der Lowland Football League, der fünfthöchsten Spielklasse in Schottland.

## Stadien
Der FC Vale of Leithen spielte in der Anfangszeit des Vereins im Caddon Park, gegenüber einem alten Schlachthof in Innerleithen. In dem öffentlichen Park wurde ein Fußballplatz eingerichtet, und eine Holzhütte gebaut. Die Heimmannschaft bereitete sich direkt in dieser für die anstehenden Spiele vor, während die Gästemannschaften und der Schiedsrichter sich im nahegelegenen St. Ronan´s Hotel vorbereiteten. Ab 1922 diente der von der Stadt verpachtete Victoria Park an der Hall Street als Heimspielstätte. In der zweiten Runde des schottischen Pokals in der Saison 1961/62 sahen 3.700 Menschen das Spiel gegen Heart of Midlothian, welches bis heute den Zuschauerrekord für Vale of Leithen hält. In den frühen Morgenstunden des 3. August 1974 zerstörte ein verheerender Brand große Teile des Victoria Park.

## Erfolge
- East of Scotland Football League (4):
  - 1924/25, 1977/78, 1978/79, 1986/87